# 4883 Korolirina
4883 Korolirina eller 1978 RJ1 är en asteroid i huvudbältet som upptäcktes den 5 september 1978 av den rysk-sovjetiske astronomen Nikolaj Tjernych vid Krims astrofysiska observatorium på Krim. Den har fått sitt namn efter Irina Leonidovna Korol, en vän till upptäckaren.
Asteroiden har en diameter på ungefär åtta kilometer.